# 万店镇
万店镇，是中华人民共和国湖北省随州市曾都区下辖的一个乡镇级行政单位。

## 行政区划
万店镇下辖以下地区：
万店社区、塔儿湾社区、龙头湾村、石桥村、夹子沟村、黄家畈村、双河村、九里岗村、小河沟村、先觉庙村、横山村、泉水寺村、槐东村、红石岗村、落天坡村、粉铺村、真武山村、兴隆村、高庙村、新中村和新东村。